# Michael Shuman
Michael Jay Shuman (Los Ángeles, California; 20 de agosto de 1985), conocido también como Mikey Shoes, es un músico multiinstrumentista de rock estadounidense, más conocido por tocar el bajo con la banda de rock Queens of the Stone Age. También está asociado con bandas como Mini Mansions y Wires On Fire.

## Biografía
Michael Jay Shuman nació el 20 de agosto de 1985 y se graduó en la Universidad Loyola Marymount en Los Ángeles, California, y asistió a Campbell Hall High School en North Hollywood, CA, Escuela Secundaria Portola en Tarzana, CA, y Road Elementary School Lanai en Encino, CA. Shuman cofundó, co-lideró y tocó el bajo para Jubilee hasta finales de 2008, y es el bajista de Wires On Fire, tanto en Buddyhead Records. Shuman se unió a Queens of the Stone Age en 2007, antes del lanzamiento de Era Vulgaris, en sustitución de Alain Johannes, quien optó por centrarse en otros proyectos musicales. En 2013, Shuman contribuyó a la banda sonora del videojuego Grand Theft Auto V, tocando bajo en pistas originales del juego. 
En 1998, Shuman fue aparecido en la película de la comedia romántica The Wedding Singer, escuchando un papel actuando como el Bar Mitzvah Boy.

## Discografía
Apariciones en álbumes
- 2004 – Wires on Fire – Homewrecker

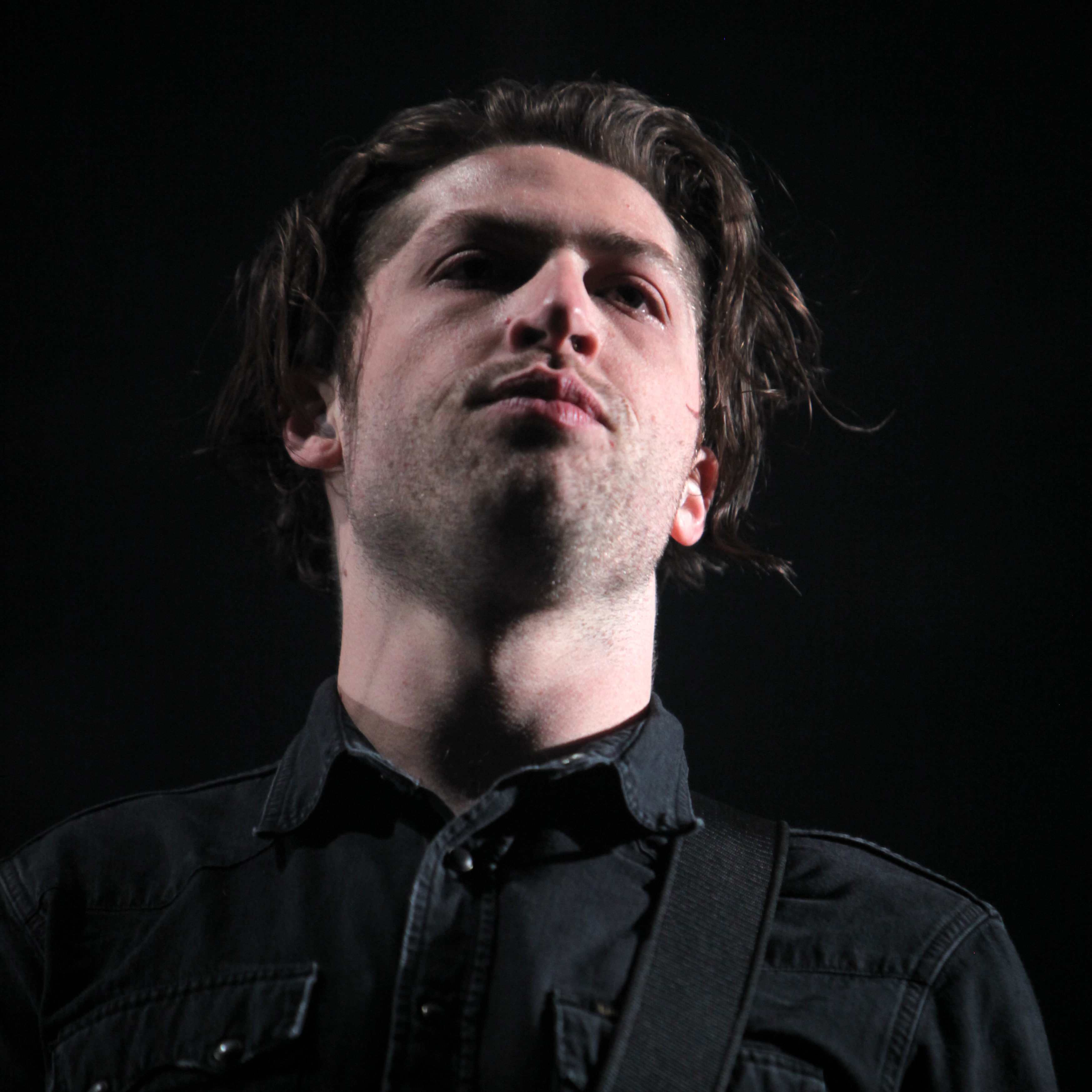

- 2006 – Wires on Fire – Wires on Fire
- 2007 – Queens of the Stone Age – Era Vulgaris *
- 2009 – Hello=Fire – Hello=Fire
- 2009 – Mini Mansions – Mini Mansions EP
- 2011 – Mini Mansions – Mini Mansions album
- 2013 – Queens of the Stone Age – ...Like Clockwork
- 2017 - Queens of the Stone Age - Villians
- 2023 - Queens of the Stone Age - In Times New Roman...

Apariciones en sencillos
- 2005 – Wires on Fire – «Mean Reds/Wires on Fire» (dividir sencillo)
- 2007 – Queens of the Stone Age – «Sick, Sick, Sick» **
- 2007 – Queens of the Stone Age – «3's & 7's» **
- 2007 – Queens of the Stone Age – «Make It Wit Chu» **
- 2008 – Jubilee – «Rebel Hiss»
- 2008 – Jubilee – «In With the Out Crowd»
- 2009 – Hello=Fire – «Nature of Our Minds»
- 2009 – Mini Mansions – «Heart of Glass»
- 2010 – Mini Mansions – «Kiddie Hypnogogia»
- 2010 – Mini Mansions – «Wünderbars»

 «*» = Marca aparece en los bonus tracks Y  «**» marca aparece en Lado A y lado B.